# Mrkodol
Mrkodol je naseljeno mjesto u općini Tomislavgrad, Federacija Bosne i Hercegovine, BiH.

## Zemljopis
Selo je smješteno uz rub Duvanjskog polja, u blizini Tomislavgrada. Geografska širina sela je 43 stupnja i 37 minuta sjeveno od ekvatora, a geografska dužina je 17 stupnjeva i 15 minuta istočno od početnog meridijana. Da bi se dobila jasnija slika o geografskom smještaju Mrkodola važno je istaknuti i nadmorsku visinu na kojoj se se selo nalazi, a ona iznosi čak 898 metara nad morem. 
Mrkodol je smješten uz prometnicu koja vodi od Posušja prema Tomislavgradu. Udaljenost od Mostara je 62 km, od Splita 77 km, a od Sarajeva 89 km.

## Stanovništvo

### Popisi 1971. – 1991.
| Mrkodol            |                |                |                |
| godina popisa      | 1991.          | 1981.          | 1971.          |
| Hrvati             | 1.089 (99,81%) | 1.181 (99,74%) | 1.218 (99,59%) |
| Muslimani          | 0              | 0              | 0              |
| Srbi               | 0              | 0              | 0              |
| Jugoslaveni        | 0              | 3 (0,25%)      | 0              |
| ostali i nepoznato | 2 (0,18%)      | 0              | 5 (0,40%)      |
| ukupno             | 1.091          | 1.184          | 1.223          |

### Popis 2013.
| Mrkodol            |              |
| godina popisa      | 2013.        |
| Hrvati             | 998 (99,90%) |
| Srbi               | 0            |
| Bošnjaci           | 0            |
| ostali i nepoznato | 1 (0,10%)    |
| ukupno             | 999          |

## Poznate osobe
- Ljuba Đikić, pjesnikinja i novinarka